# 淳嬪
淳嬪（じゅんひん、？ - 嘉慶24年（1819年）10月13日）は、清の嘉慶帝の妃嬪。姓は董佳氏。鑲黄旗明祥管領の出身。父は委署庫長時泰。

## 生涯
嘉慶2年（1797年）、八旗選秀により、淳貴人に封ぜられ、入宮した。
嘉慶6年（1701年）、1月8日に淳嬪に進封され、同年4月15日に淳嬪への正式な冊封の儀式が行われた。
嘉慶23年（1818年）、父の時泰が汚職により捕まった。
嘉慶24年（1819年）10月13日、薨去し、清西陵の妃園寝に陪葬された。

## 伝記資料
- 『清史稿』

## 登場作品
テレビドラマ
- 紫禁城 華の嵐（2004年、香港、演：カーメイン・シェー)
- 張保仔（2015年、香港、演：スーザン・ツェー)